# سد ارمنک

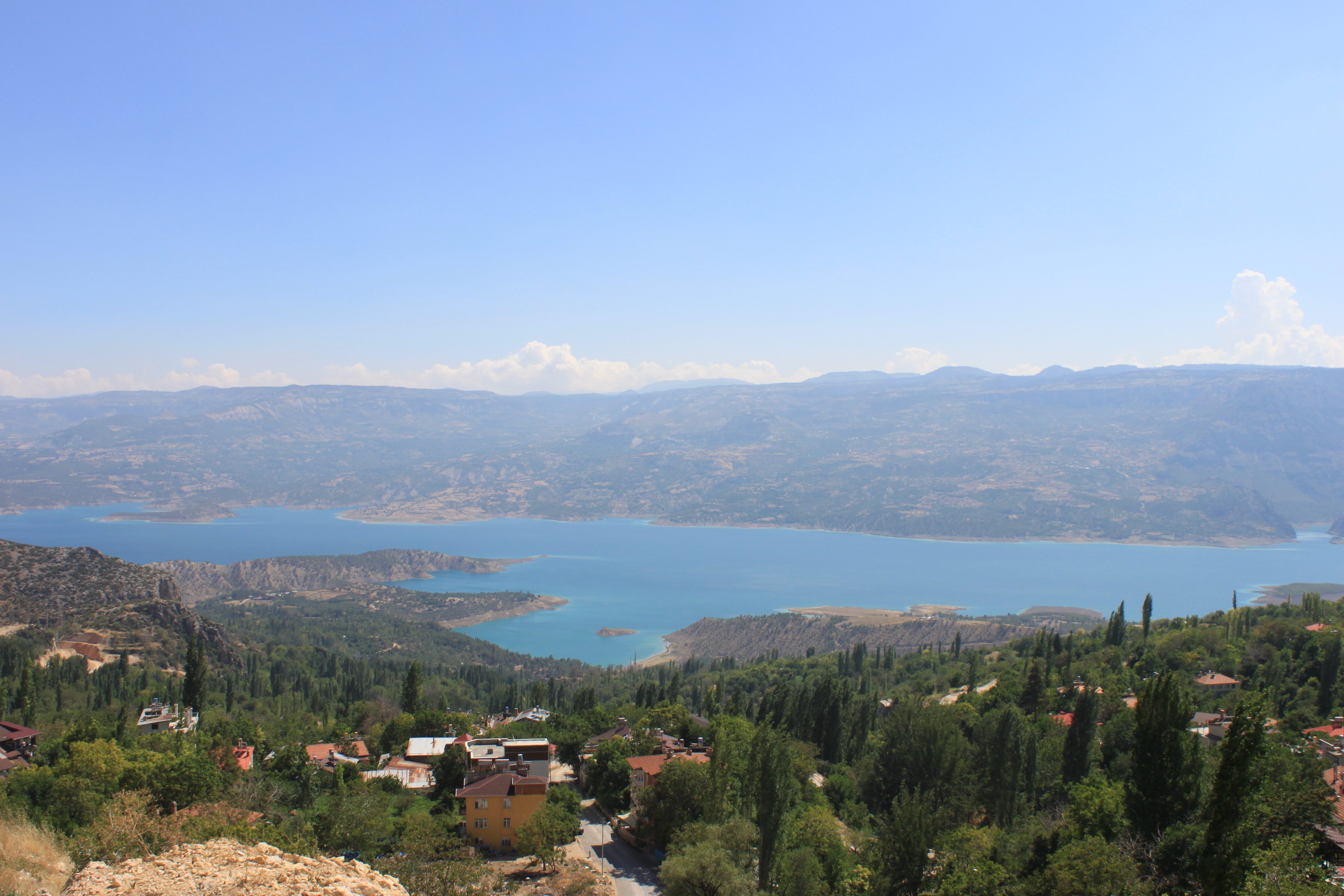
سد ارمنک

سد و نیروگاه برقابی ارمنک (ترکی: Ermenek) در استان کارامان ترکیه در منطقه دریای مدیترانه قرار دارد.
این سد که بر روی رودخانه گؤکسو بنا شده است با هدف تولید برق آبی در سال ۲۰۰۲ آغاز به کار نموده است.
حجم قوس این سد بتونی ۲۷۲ هزار متر مکعب است و ارتفاع آن از سطح آب هم ۲۱۰ متر است.
حجم دریاچه این سد ۴ میلیون و ۵۸۲ هزار مترمکعب است.
نیروگاه این سد ظرفیت تولید سالیانه ۱،۰۴۸ گیگاوات ساعت برق آبی با قدرت ۳۰۶ مگاوات را داراست.